# 2019-es amerikai ralikrosszbajnokság
A 2019-es amerikai ralikrosszbajnokság az amerikai ralikrosszbajnokság második szezonja volt. A széria fordulói a ralikrossz-világbajnokság betétfutamaiként kerültek megrendezésre. Az idény hat fordulóból állt, amelyen három kategória versenyzői vettek részt: Supercar, ARX2 és ARX3. A sorozat június 8-án kezdődött a Mid-Ohio Sports Car Course versenypályán és szintén ott fejeződött be október 6-án. Tanner Foust a Supercar, Fraser McConnell az ARX2, míg  John McInnes az ARX3 kategória bajnoka lett.

## Versenynaptár
| Forduló | Esemény                      | Dátum          | Helyszín                                          | Pályarajz                         | Kategória        | Győztes                | Csapat                         |
| ------- | ---------------------------- | -------------- | ------------------------------------------------- | --------------------------------- | ---------------- | ---------------------- | ------------------------------ |
| 1       | Cooper Tires ARX of Mid-Ohio | június 8-9.    | Mid-Ohio Sports Car Course, Lexington             | Mid-Ohio Sports Car Course Layout | Supercar         | Scott Speed            | Subaru Rally Team USA          |
| 1       | Cooper Tires ARX of Mid-Ohio | június 8-9.    | Mid-Ohio Sports Car Course, Lexington             | Mid-Ohio Sports Car Course Layout | ARX2             | Alex Keyes             | Racing4Detroit                 |
| 1       | Cooper Tires ARX of Mid-Ohio | június 8-9.    | Mid-Ohio Sports Car Course, Lexington             | Mid-Ohio Sports Car Course Layout | ARX2             | Fraser McConnell       | Dirtfish                       |
| 1       | Cooper Tires ARX of Mid-Ohio | június 8-9.    | Mid-Ohio Sports Car Course, Lexington             | Mid-Ohio Sports Car Course Layout | ARX3             | John McInnes           | SIERRA                         |
| 1       | Cooper Tires ARX of Mid-Ohio | június 8-9.    | Mid-Ohio Sports Car Course, Lexington             | Mid-Ohio Sports Car Course Layout | ARX3             | John McInnes           | SIERRA                         |
| 2       | ARX of Gateway               | július 13.     | World Wide Technology Raceway at Gateway, Madison | Gateway Motorsports Park          | Supercar         | Chris Atkinson         | Subaru Rally Team USA          |
| 2       | ARX of Gateway               | július 13.     | World Wide Technology Raceway at Gateway, Madison | Gateway Motorsports Park          | ARX2             | Conner Martell         | Dreyer & Reinbold Racing       |
| 2       | ARX of Gateway               | július 13.     | World Wide Technology Raceway at Gateway, Madison | Gateway Motorsports Park          | ARX3             | Blake "Bilko" Williams | SIERRA                         |
| 3       | ARX of Gateway               | július 14.     | World Wide Technology Raceway at Gateway, Madison | Gateway Motorsports Park          | Supercar         | Patrik Sandell         | Subaru Rally Team USA          |
| 3       | ARX of Gateway               | július 14.     | World Wide Technology Raceway at Gateway, Madison | Gateway Motorsports Park          | ARX2             | Conner Martell         | Dreyer & Reinbold Racing       |
| 3       | ARX of Gateway               | július 14.     | World Wide Technology Raceway at Gateway, Madison | Gateway Motorsports Park          | ARX3             | Blake "Bilko" Williams | SIERRA                         |
| 4       | ARX of Canada                | augusztus 3-4. | Circuit Trois-Rivières, Trois-Rivières            |                                   | Supercar         | Tanner Foust           | Volkswagen Andretti Rallycross |
| 4       | ARX of Canada                | augusztus 3-4. | Circuit Trois-Rivières, Trois-Rivières            | ARX2                              | Fraser McConnell | Dirtfish               |                                |
| 4       | ARX of Canada                | augusztus 3-4. | Circuit Trois-Rivières, Trois-Rivières            | ARX2                              | Fraser McConnell | Dirtfish               |                                |
| 5       | ARX of COTA                  | szeptember 28. | Circuit of the Americas, Austin                   |                                   | Supercar         | Tanner Foust           | Volkswagen Andretti Rallycross |
| 5       | ARX of COTA                  | szeptember 28. | Circuit of the Americas, Austin                   | ARX2                              | Fraser McConnell | Dirtfish               |                                |
| 5       | ARX of COTA                  | szeptember 28. | Circuit of the Americas, Austin                   | ARX3                              | Dave Carapetyan  | SIERRA                 |                                |
| 6       | Cooper Tires ARX of Mid-Ohio | október 5-6.   | Mid-Ohio Sports Car Course, Lexington             | Mid-Ohio Sports Car Course Layout | Supercar         | Chris Atkinson         | Subaru Rally Team USA          |
| 6       | Cooper Tires ARX of Mid-Ohio | október 5-6.   | Mid-Ohio Sports Car Course, Lexington             | Mid-Ohio Sports Car Course Layout | ARX2             | Sage Karam             | Dreyer & Reinbold Racing       |
| 6       | Cooper Tires ARX of Mid-Ohio | október 5-6.   | Mid-Ohio Sports Car Course, Lexington             | Mid-Ohio Sports Car Course Layout | ARX2             | Fraser McConnell       | Dirtfish                       |
| 6       | Cooper Tires ARX of Mid-Ohio | október 5-6.   | Mid-Ohio Sports Car Course, Lexington             | Mid-Ohio Sports Car Course Layout | ARX3             | Keegan Kincaid         | SIERRA                         |
| 6       | Cooper Tires ARX of Mid-Ohio | október 5-6.   | Mid-Ohio Sports Car Course, Lexington             | Mid-Ohio Sports Car Course Layout | ARX3             | Keegan Kincaid         | SIERRA                         |

## Csapatok és versenyzők

### Supercar
| Konstruktőr | Csapat                         | Autó                   | #  | Versenyző        | Fordulók |
| ----------- | ------------------------------ | ---------------------- | -- | ---------------- | -------- |
| Ford        | Loenbro Motorsports            | Ford Fiesta ST         | 00 | Steve Arpin      | Összes   |
| Ford        | Loenbro Motorsports            | Ford Fiesta ST         | 3  | Travis PeCoy     | Összes   |
| Subaru      | Subaru Rally Team USA          | Subaru Impreza WRX STi | 13 | Andreas Bakkerud | 5-6      |
| Subaru      | Subaru Rally Team USA          | Subaru Impreza WRX STi | 18 | Patrik Sandell   | Összes   |
| Subaru      | Subaru Rally Team USA          | Subaru Impreza WRX STi | 31 | Joni Wiman       | 5-6      |
| Subaru      | Subaru Rally Team USA          | Subaru Impreza WRX STi | 41 | Scott Speed      | 1-4      |
| Subaru      | Subaru Rally Team USA          | Subaru Impreza WRX STi | 55 | Chris Atkinson   | Összes   |
| Volkswagen  | Volkswagen Andretti Rallycross | Volkswagen Beetle      | 02 | Cabot Bigham     | Összes   |
| Volkswagen  | Volkswagen Andretti Rallycross | Volkswagen Beetle      | 34 | Tanner Foust     | Összes   |

### ARX2
| Konstruktőr | Csapat                   | Autó             | #  | Versenyző        | Fordulók |
| ----------- | ------------------------ | ---------------- | -- | ---------------- | -------- |
| OMSE        | Racing4Detroit           | Olsbergs MSE RX2 | 4  | Alex Keyes       | 1–4, 7–9 |
| OMSE        | Loenbro Motorsports      | Olsbergs MSE RX2 | 09 | Michael Leach    | 3–9      |
| OMSE        | Dreyer & Reinbold Racing | Olsbergs MSE RX2 | 21 | Conner Martell   | 3–9      |
| OMSE        | Dreyer & Reinbold Racing | Olsbergs MSE RX2 | 24 | Sage Karam       | 1–2, 7–9 |
| OMSE        | Dreyer & Reinbold Racing | Olsbergs MSE RX2 | 28 | Gray Leadbetter  | Összes   |
| OMSE        | Dreyer & Reinbold Racing | Olsbergs MSE RX2 | 48 | JR Hildebrand    | 1–4      |
| OMSE        | Dreyer & Reinbold Racing | Olsbergs MSE RX2 | 53 | Cole Keatts      | Összes   |
| OMSE        | Dreyer & Reinbold Racing | Olsbergs MSE RX2 | 55 | Lane Vacala      | 5–9      |
| OMSE        | Dirtfish                 | Olsbergs MSE RX2 | 35 | Fraser McConnell | Összes   |
| OMSE        | Dirtfish                 | Olsbergs MSE RX2 | 70 | Brad Deberti     | 1–4, 7   |

### ARX3
| Konstruktőr | Csapat | Autó       | #  | Versenyző              | Fordulók |
| ----------- | ------ | ---------- | -- | ---------------------- | -------- |
| SIERRA      | SIERRA | SIERRA RX3 | 1  | Bill Shuster           | Összes   |
| SIERRA      | SIERRA | SIERRA RX3 | 2  | Aaron Kaufman          | 1–4      |
| SIERRA      | SIERRA | SIERRA RX3 | 3  | Jim Jonsin             | 1–2      |
| SIERRA      | SIERRA | SIERRA RX3 | 4  | John McInnes           | Összes   |
| SIERRA      | SIERRA | SIERRA RX3 | 5  | James Kirkham          | 1–4      |
| SIERRA      | SIERRA | SIERRA RX3 | 6  | Dave Wallingford       | 1–2      |
| SIERRA      | SIERRA | SIERRA RX3 | 8  | Michael Leach          | 2        |
| SIERRA      | SIERRA | SIERRA RX3 | 15 | Clay Note              | 5        |
| SIERRA      | SIERRA | SIERRA RX3 | 21 | Dave Carapetyan        | 5        |
| SIERRA      | SIERRA | SIERRA RX3 | 22 | Blake "Bilko" Williams | 3–4      |
| SIERRA      | SIERRA | SIERRA RX3 | 25 | Dylan Towne            | 5        |
| SIERRA      | SIERRA | SIERRA RX3 | 31 | Tommy Boileau          | 3–7      |
| SIERRA      | SIERRA | SIERRA RX3 | 41 | Keegan Kincaid         | 6–7      |
| SIERRA      | SIERRA | SIERRA RX3 | 43 | Steve Burns            | 5–7      |
| SIERRA      | SIERRA | SIERRA RX3 | 49 | Justin Peck            | 5        |

## Végeredmény

### Pontrendszer
|           | Pozíció | Pozíció | Pozíció | Pozíció | Pozíció | Pozíció | Pozíció | Pozíció | Pozíció | Pozíció | Pozíció | Pozíció | Pozíció | Pozíció | Pozíció | Pozíció |
| Forduló   | 1.      | 2.      | 3.      | 4.      | 5.      | 6.      | 7.      | 8.      | 9.      | 10.     | 11.     | 12.     | 13.     | 14.     | 15.     | 16.     |
| --------- | ------- | ------- | ------- | ------- | ------- | ------- | ------- | ------- | ------- | ------- | ------- | ------- | ------- | ------- | ------- | ------- |
| Heat      | 16      | 15      | 14      | 13      | 12      | 11      | 10      | 9       | 8       | 7       | 6       | 5       | 4       | 3       | 2       | 1       |
| Elődöntők | 6       | 5       | 4       | 3       | 2       | 1       |         |         |         |         |         |         |         |         |         |         |
| Döntő     | 8       | 5       | 4       | 3       | 2       | 1       |         |         |         |         |         |         |         |         |         |         |

- A vörös hátterű helyezések a kiesőzónát jelképezik az adott részben.

### Supercar
1-30 megszerzett pontok, a színkódokról részletes információ itt található.
| Poz.    | Versenyző        | MO1 | GTW | GTW | CAN | COT | MO2 | Pont |
| ------- | ---------------- | --- | --- | --- | --- | --- | --- | ---- |
| 1       | Tanner Foust     | 424 | 620 | 323 | 128 | 130 | 718 | 143  |
| 2       | Chris Atkinson   | 621 | 124 | 421 | 420 | 520 | 125 | 131  |
| 3       | Patrik Sandell   | 517 | 324 | 125 | 720 | 222 | 322 | 130  |
| 4       | Steve Arpin      | 322 | 224 | 518 | 618 | 319 | 223 | 124  |
| 5       | Travis PeCoy     | 221 | 517 | 620 | 519 | 812 | 515 | 104  |
| 6       | Scott Speed      | 129 | 425 | 225 | 321 |     |     | 100  |
| 7       | Cabot Bigham     | 713 | 713 | 715 | 221 | 619 | 813 | 94   |
| 8       | Andreas Bakkerud |     |     |     |     | 424 | 620 | 44   |
| 9       | Joni Wiman       |     |     |     |     | 713 | 424 | 36   |
| Poz.    | Versenyző        | MO1 | GTW | GTW | CAN | COT | MO2 | Pont |
| Forrás: |                  |     |     |     |     |     |     |      |

### ARX2
| Poz.    | Versenyző        | MO1 | MO1 | GTW | GTW | CAN | CAN | COT | MO2 | MO2 | Pont |
| ------- | ---------------- | --- | --- | --- | --- | --- | --- | --- | --- | --- | ---- |
| 1       | Fraser McConnell | 622 | 130 | 717 | 225 | 124 | 123 | 129 | 521 | 128 | 219  |
| 2       | Cole Keatts      | 520 | 622 | 221 | 521 | 318 | 318 | 617 | 225 | 424 | 186  |
| 3       | Conner Martell   |     |     | 127 | 129 | 220 | 221 | 320 | 422 | 716 | 155  |
| 4       | Alex Keyes       | 129 | 320 | 524 | 617 |     |     | 421 | 38  | 320 | 139  |
| 5       | Gray Leadbetter  | 713 | 518 | 812 | 713 | 414 | 416 | 517 | 714 | 815 | 132  |
| 6       | Sage Karam       | 225 | 224 |     |     |     |     | 224 | 130 | 226 | 129  |
| 7       | Brad Deberti     | 320 | 713 | 422 | 322 |     |     | 718 |     |     | 95   |
| 8       | Michael Leach    |     |     | 615 | 812 | 514 | 612 | 812 | 813 | 515 | 93   |
| 9       | JR Hildebrand    | 418 | 420 | 321 | 420 |     |     |     |     |     | 79   |
| 10      | Lane Vacala      |     |     |     |     | 614 | 514 | 911 | 617 | 615 | 71   |
| Poz.    | Versenyző        | MO1 | MO1 | GTW | GTW | CAN | CAN | COT | MO2 | MO2 | Pont |
| Forrás: |                  |     |     |     |     |     |     |     |     |     |      |

### ARX3
| Poz.    | Versenyző              | MO1 | MO1 | GTW | GTW | COT | MO2 | MO2 | Pont |
| ------- | ---------------------- | --- | --- | --- | --- | --- | --- | --- | ---- |
| 1       | John McInnes           | 119 | 124 | 514 | 612 | 219 | 417 | 416 | 121  |
| 2       | Bill Shuster           | 516 | 713 | 317 | 416 | 515 | 218 | 319 | 113  |
| 3       | Tommy Boileau          |     |     | 220 | 221 | 414 | 319 | 220 | 94   |
| 4       | James Kirkham          | 617 | 215 | 417 | 319 |     |     |     | 68   |
| 5       | Aaron Kaufman          | 416 | 613 | 612 | 514 |     |     |     | 55   |
| 6       | Keegan Kincaid         |     |     |     |     |     | 124 | 124 | 48   |
| 7       | Blake "Bilko" Williams |     |     | 124 | 122 |     |     |     | 46   |
| 8       | Jim Jonsin             | 220 | 318 |     |     |     |     |     | 38   |
| 9       | Steve Burns            |     |     |     |     | 89  | 514 | 514 | 37   |
| 10      | Dave Wallingford       | 316 | 517 |     |     |     |     |     | 33   |
| 11      | Dave Carapetyan        |     |     |     |     | 124 |     |     | 24   |
| 12      | Dylan Towne            |     |     |     |     | 319 |     |     | 19   |
| 13      | Michael Leach          |     | 414 |     |     |     |     |     | 14   |
| 14      | Justin Peck            |     |     |     |     | 615 |     |     | 13   |
| 15      | Clay Note              |     |     |     |     | 710 |     |     | 10   |
| Poz.    | Versenyző              | MO1 | MO1 | GTW | GTW | COT | MO2 | MO2 | Pont |
| Forrás: |                        |     |     |     |     |     |     |     |      |